# Costa Caird

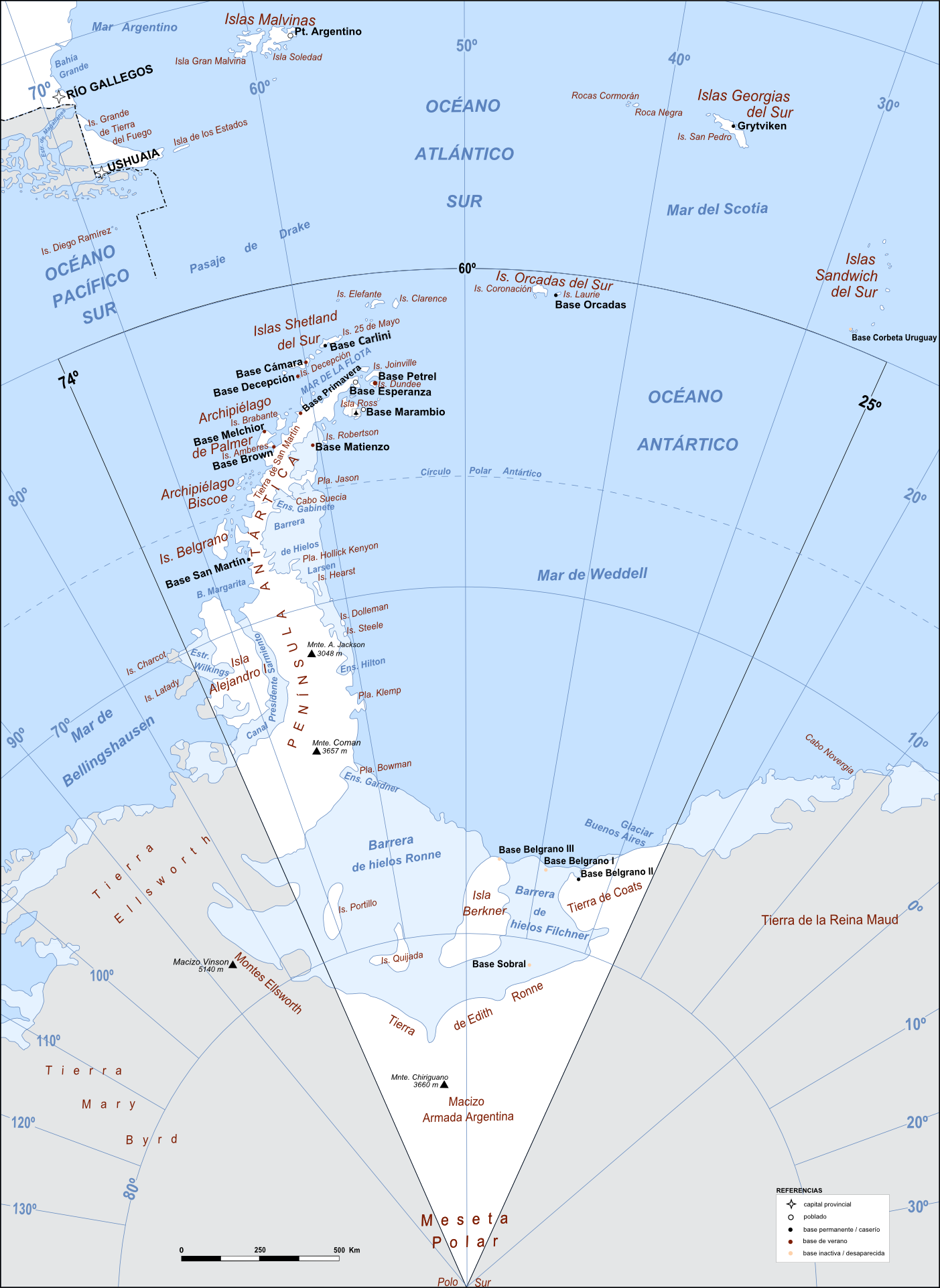
Localización del glaciar Buenos Aires en la costa Caird.

La costa Caird (del inglés: 'Caird Coast') es la porción este de la Tierra de Coats sobre el mar de Weddell en la Antártida. Su extremo oeste se halla en la vecindad del glaciar Hayes (76°16′S 27°54′O / -76.267, -27.900), que la separa de la costa Confín. Su extremo este es el término del glaciar Stancomb-Wills (75°18′S 19°00′O / -75.300, -19.000), que la separa de la costa de la Princesa Marta en la Tierra de la Reina Maud. Por el sur limita con la meseta Antártica.

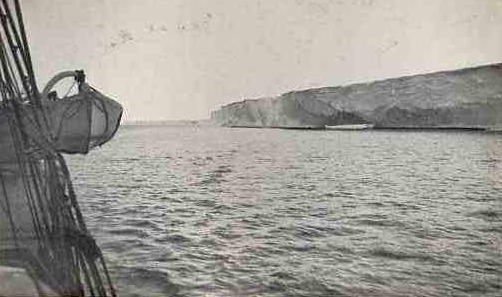
La costa Caird vista por la expedición de Shackleton en enero de 1915.

En enero de 1915 el Endurance de la Expedición Imperial Trans-Antártica dirigida por Ernest Shackleton navegó a lo largo de la costa, que fue denominada Caird en honor del patrocinador de la expedición, James Key Caird. 

## Reclamaciones territoriales
Argentina incluye al sector de la costa Caird al occidente de los 25° O en el departamento Antártida Argentina dentro de la provincia de Tierra del Fuego, Antártida e Islas del Atlántico Sur. Para el Reino Unido la costa Caird integra el Territorio Antártico Británico. Noruega reclama el sector costero entre el glaciar Stancomb-Wills y el meridiano 20° Oeste, haciéndolo parte de la costa de la Princesa Marta en la Tierra de la Reina Maud. Las tres reclamaciones están restringidas por los términos del Tratado Antártico.
Nomenclatura de los países reclamantes:
- Argentina: costa Caird
- Reino Unido: Caird Coast
- Noruega: Kronprinsesse Märtha Kyst (solo el sector entre los meridianos 19° O y 20°O)